# مغناطيس ثنائي الأقطاب

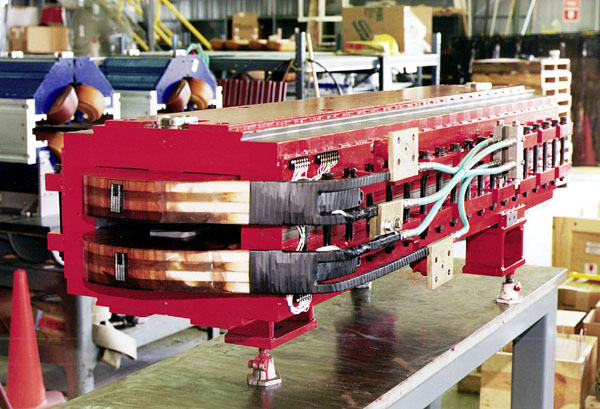

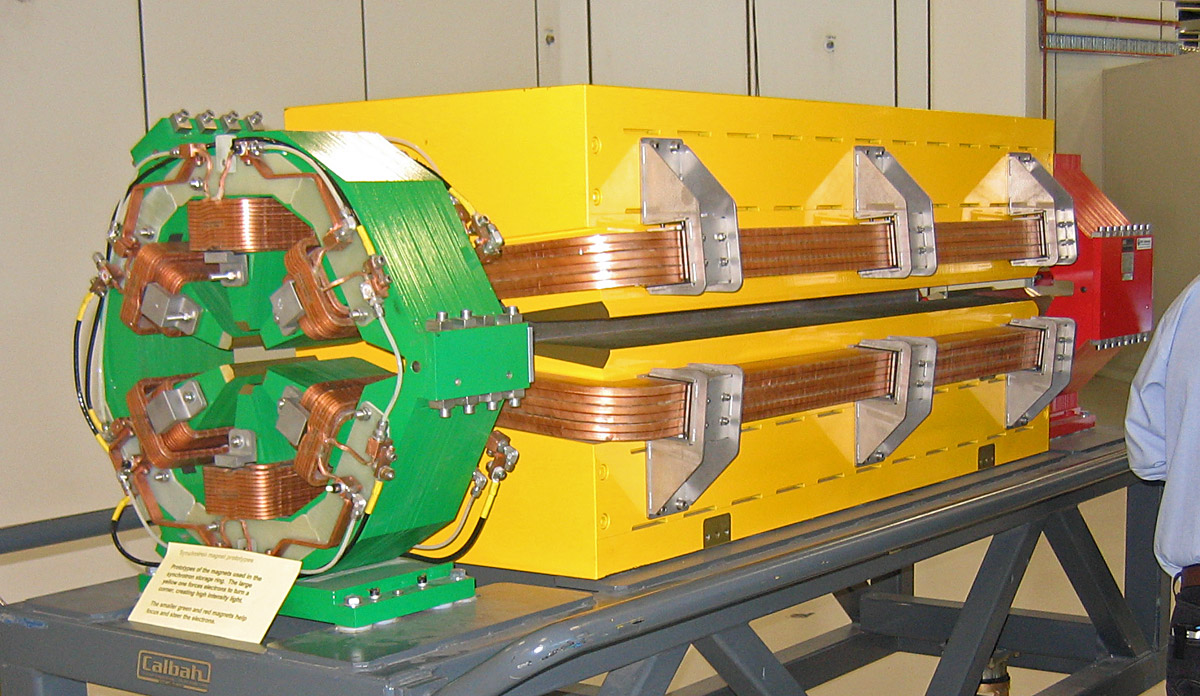

في مسرعات الجسيمات , يستخدم ثنائي قطب مغناطيسي ( بالإنجليزي:Dipole magnet) لتحقيق انحناءات في مسار الجسيمات (مدار) كما هو الحال في المعجلات الدائرية , إضافة إلى استخدامات أخرى :
•	حقن الجسيمات في المسرع
•	حقن الجسيمات من المسرع
•	تصحيح الأخطاء المدارية
•	إنتاج إشعاع سنكروتروني
•	قياس كتل النظائر بواسطة مطياف الكتلة
•	قياس زخم الجسيمات
•	أجهزة التلفاز القديمة التي تحتوي على أنبوب أشعة كاثود (معجل جسيمات صغيرة)